# Kanton Friedewald
Der Kanton Friedewald war eine Verwaltungseinheit im Distrikt Hersfeld des Departements der Werra im napoleonischen Königreich Westphalen.  Hauptort des Kantons und Sitz des Friedensgerichts war der Ort Friedewald im heutigen Landkreis Hersfeld-Rotenburg in Nordhessen.
Der Kanton umfasste 16 Dörfer, Weiler und Einzelhöfe, hatte 3.048 Einwohner und eine Fläche von 1,95 Quadratmeilen.
Zum Kanton gehörten die Orte:

- Friedewald mit Roth, Heiligen-Mühle und Weißenborn
- Kleinensee, Widdershausen mit Bengendorf
- Heimboldshausen mit Sandmühle
- Wölfershausen
- Herfa und Gethsemane
- Lautenhausen mit Oberneurode (Das Löchen)[3]
- Hillartshausen mit Unterneurode